# Thomas Piketty

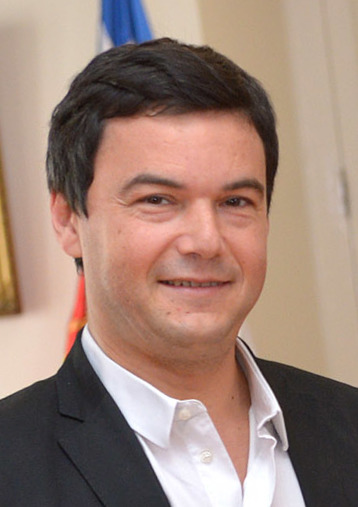
Thomas Piketty (2015)

Thomas Piketty [tɔˈma pikɛˈti] (* 7. Mai 1971 in Clichy) ist ein französischer Wirtschaftswissenschaftler. Er ist Professor an der Pariser Elitehochschule École des Hautes Études en Sciences Sociales (EHESS).
Der breiten Öffentlichkeit wurde er 2014 mit der englischsprachigen Ausgabe seines Werkes Le Capital au XXIe siècle (im Deutschen Das Kapital im 21. Jahrhundert) bekannt, über das bei seinem Erscheinen sowohl innerhalb von Fachkreisen als auch in den allgemeinen Medien für ein Ökonomiebuch außergewöhnlich viel diskutiert wurde.

## Werdegang
Piketty konnte 1987 bereits mit 16 Jahren sein Baccalauréat erreichen. Nach zwei Jahren in einer Classe préparatoire begann er 1989 im Alter von 18 Jahren Ökonomie an der École normale supérieure (ENS) zu studieren. Mit 22 Jahren wurde Piketty mit einer Arbeit über Umverteilung promoviert, die er an der École des Hautes Études en Sciences Sociales (EHESS) und der London School of Economics geschrieben hatte, und die im European Doctoral Program in Quantitative Economics gefördert wurde. Von 1993 bis 1995 lehrte er als Assistant Professor am Massachusetts Institute of Technology (MIT). 1995 wurde er Mitglied des Centre national de la recherche scientifique (CNRS) und 2000 Direktor der École des Hautes Études en Sciences Sociales (EHESS), seit 2007 unterrichtet er auch an der dort angegliederten Paris School of Economics.
Während des Wahlkampfes zur Präsidentschaftswahl in Frankreich 2007 war Piketty wirtschaftspolitischer Berater der sozialistischen Kandidatin Ségolène Royal, die schließlich mit 46,94 Prozent der Stimmen dem Konservativen Nicolas Sarkozy unterlag. Der breiten Öffentlichkeit wurde Piketty 2014 mit der englischsprachigen Ausgabe von Das Kapital im 21. Jahrhundert bekannt, über das bei seinem Erscheinen sowohl innerhalb von Fachkreisen als auch in den allgemeinen Medien für ein Ökonomiebuch außergewöhnlich viel diskutiert wurde. Piketty ist Unterzeichner der Berlin Declaration. Er ist seit 2014 mit der Wirtschaftswissenschaftlerin Julia Cagé verheiratet.
Seit Januar 2025 ist Thomas Piketty Kolumnist beim deutschen Wirtschaftsmagazin Surplus.

## Forschung
Piketty forscht insbesondere zu den Themen Einkommensverteilung, Vermögensverteilung und soziale Ungleichheit. Er versteht, laut FAZ, die Wirtschaftswissenschaft als Sozialwissenschaft, der es darum gehen sollte, mit realen Daten reale Probleme zu erörtern oder gar zu lösen. Sein Ansatz sei eine sozialdemokratisch-popperianische Anthropologie des Kapitals.

### Einkommen
Langjährige Forschungen in Zusammenarbeit mit Kollegen (insbesondere Anthony Atkinson und Emmanuel Saez) zur Einkommensverteilung zeigen, dass nach einem Rückgang der ökonomischen Ungleichheit in den westlichen Industrienationen zwischen den 1940er und 1970er Jahren die soziale Ungleichheit wieder zugenommen hat.
Piketty zeigte mithilfe der Untersuchung von Einkommensteuern, dass in Frankreich nach dem Zweiten Weltkrieg die Einkommensungleichheit abnahm. Er führt dies auf den Anstieg der Steuerprogression in Frankreich in der damaligen Phase zurück.
Die Zunahme der Einkommensungleichheit nach den 1970er Jahren erklärt nach Piketty auch einen Teil der Finanzkrise ab 2007: „Wenn die Finanzbranche zu stark wachse, fördere dies das Einkommensgefälle, weil entsprechende Vermögensgewinne vor allem den obersten Einkommen zugutekämen“.
Die Daten von Piketty und seinen Kollegen zur Einkommensverteilung und insbesondere zu Top-Vermögen in verschiedenen Ländern führten zur Datenbank World Top Income Database, die seit 2011 online zugänglich ist.

### Vermögen
In Das Kapital im 21. Jahrhundert verknüpft Piketty seine vorangehenden historischen Forschungen zur Einkommensverteilung und Vermögensverteilung mit einer Theorie des Kapitalismus. Er argumentiert, dass unregulierter Kapitalismus unweigerlich zu steigender Vermögenskonzentration führt. Starke Vermögenskonzentration führe zu einer stagnierenden Wirtschaft und sei eine Bedrohung für die Demokratie. Diese Entwicklung und deren ideologische Legitimation nennt er in Kapital und Ideologie Proprietarismus. Die Sakralisierung des Eigentums sei eine Art Antwort auf das Ende der Religion.
Sobald die Kapitalrendite („r“) größer als das Wirtschaftswachstum („g“) sei, also „r > g“, trete diese Entwicklung ein. In der Geschichte sei r in der Regel größer gewesen als g, im 19. Jahrhundert sei dann erstmals g > r gewesen. Allerdings hätten Ende des 19. Jahrhunderts bis zur Zeit des Ersten Weltkriegs die Kapitaleinkünfte gegenüber dem Wirtschaftswachstum stark zugenommen. Die starke Ungleichheit dieser (in Europa Belle Époque und in den USA Gilded Age genannten) Ära sei dann durch den Ersten Weltkrieg vorerst beendet worden. Dieser sowie die Great Depression und der Zweite Weltkrieg hätten zu einem Abbau der Vermögenskonzentration geführt und somit dazu, dass das Wirtschaftswachstum größer als die Kapitaleinkünfte gewesen sei (g > r). Diese Entwicklung habe um etwa 1980 aufgehört. Seitdem – so in Kapital und Ideologie – kenne die „neo-proprietistische“ Gesellschaft bei wieder steil angestiegener Ungleichheit nur schwache Wachstumsraten. Auch wurde die sozialdemokratische Wählerschaft in allen westlichen Ländern ausgetauscht: Sie umfasse heute vor allem die Kohorte der Akademiker („brahmanische Linke“) an Stelle der früheren vorwiegend bildungsfernen Arbeiterschichten, deren demütigender Repräsentationsverlust alle beunruhigen müsse.
In einem Interview mit der Zeit behauptete Piketty, dass Deutschland das Land sei, das nie seine Schulden aus den Weltkriegen bezahlt habe. In einem Gastbeitrag in derselben Zeitung warf ihm Historiker Christopher Kopper daraufhin einen Irrtum bei der Analyse der historischen Präzedenzfälle vor. In Le Monde machte Piketty die ungleiche Verteilung von Reichtum auch für Terrorismus verantwortlich.

### CFA-Franc
Im Oktober 2021 erklärte Piketty über die verwendete Währung im französischsprachigen West- und Zentralafrika: „2021 weiterhin vom CFA-Franc zu sprechen, ist eine Form der Anomalie“. Der CFA-Franc ist eine viel kritisierte Währung.

## Privatleben
Thomas Piketty war der Lebensgefährte der französischen Politikerin Aurélie Filippetti, die 2009 gegen ihn Anzeige erstattete wegen häuslicher Gewalt. Nachdem er sich entschuldigte und die Vorwürfe einräumte, zog Filippetti die Anzeige zurück.
2022 wurde Piketty wegen Verleumdung gegen seine Ex-Partnerin Filippetti für schuldig befunden, da er öffentlich behauptete, sie sei gewalttätig gegenüber ihren Kindern geworden.
Seit 2014 ist er mit der französischen Ökonomin Julia Cagé verheiratet.

## Kritik
Eine umfassende kapitalismuskritische Kommentierung des Hauptwerks von Piketty wurde von Stephan Kaufmann und Ingo Stützle vorgelegt. Richard Sutch bemängelt, dass Piketty einige der zugrundeliegenden historischen Daten zu den USA unvollständig und fehlerhaft interpoliert habe, stellt aber nicht Pikettys Glaubwürdigkeit infrage. Auch die Wirtschaftshistorikerin Mary O’Sullivan kritisiert Piketty: „Er kann den Trend der Ungleichheit nicht erklären – weil er die Profitfrage ausblendet.“ Der Vertreter eines liberal-konservativen Think-Tanks Nicolas Lecaussin kritisiert, dass Piketty die Elitenzirkulation übersehe: Drei Viertel der reichsten Amerikaner seien von 1987 bis 2007 aus der Spitzengruppe herausgefallen. Die Chance, Reichtum zu erwerben, sei ein wichtiger Anreiz zur Gründung neuer Unternehmen. Dem widerspricht Piketty mit dem Hinweis, dass immer mehr Menschen vom Kapitalaufbau ausgeschlossen werden. Laut dem Wirtschaftswissenschaftler Vincent Geloso ist Pikettys Folgerung historisch steigender Ungleichheit unbewiesen, da verschiedene neuere wissenschaftliche Untersuchungen darauf hindeuten, dass er „mit den Fakten, Daten und Beweisen“ leichtfertig umgeht und die Fehler ein „durchgehend verzerrtes Muster“ aufweisen.

## Ehrungen und Auszeichnungen
- 2002: Prix du meilleur jeune économiste de France[28]
- 2013: Yrjö-Jahnsson-Preis
- 2014: proZukunft Top Ten der Zukunftsliteratur 2014 für Das Kapital im 21. Jahrhundert[29]
- Am 1. Januar 2015 wurde bekannt, dass Piketty die Nominierung für die Ehrenlegion abgelehnt hatte.[30]
- 2015: Das politische Buch der Friedrich-Ebert-Stiftung für Das Kapital im 21. Jahrhundert
- 2015: Mitglied der American Philosophical Society
- 2020: Auswärtiges Mitglied der British Academy
- 2023: Oskar-Morgenstern-Medaille der Fakultät für Wirtschaftswissenschaften der Universität Wien

## Publikationen

### Bücher
Deutsch
- mit Michael Sandel: Die Kämpfe der Zukunft. Gleichheit und Gerechtigkeit im 21. Jahrhundert. Aus dem Englischen von Stefan Lorenzer. C.H. Beck, München 2025, ISBN 978-3-406-83247-5.
- Natur, Kultur und Ungleichheit. Eine historische und vergleichende Betrachtung. Übersetzung von André Hansen. Piper, 2023. ISBN 978-3-492-32021-4.
- Kapital und Ideologie, C.H. Beck, München 2022, ISBN 978-3-406-74571-3.
- Eine kurze Geschichte der Gleichheit. Aus dem Französischen von Stefan Lorenzer. C. H. Beck, München 2022, ISBN 978-3-406-79098-0.[31]
- Rassismus messen, Diskriminierung bekämpfen. Aus dem Französischen von Stefan Lorenzer. C. H. Beck, München 2022, ISBN 978-3-406-78875-8.
- Der Sozialismus der Zukunft. Interventionen (übersetzt von André Hansen), C. H. Beck, München 2021, ISBN 978-3-406-77734-9.
- Kapital und Ideologie (aus dem Französischen von André Hansen, Enrico Heinemann, Stefan Lorenzer, Ursel Schäfer und Nastasja S. Dresler), Beck, München 2020, ISBN 978-3-406-74571-3.
- mit Facundo Alvaredo, Lucas Chancel, Emmanuel Saez, Gabriel Zucman (Hrsg.): Die weltweite Ungleichheit: Der World Inequality Report 2018 (Übersetzt von Hans Freundl, Stephan Gebauer). C. H. Beck, München 2018, ISBN 978-3-406-72385-8.
- Ökonomie der Ungleichheit. Eine Einführung (übersetzt von Stefan Lorenzer), C. H. Beck, München 2016, ISBN 978-3-406-69846-0.[32]
- Die Schlacht um den Euro. Interventionen (übersetzt von Stefan Lorenzer), Beck, München 2015, ISBN 978-3-406-67527-0.
- Das Kapital im 21. Jahrhundert (übersetzt von Ilse Utz und Stefan Lorenzer), Beck, München 2014, ISBN 978-3-406-67131-9.

Französisch
- mit Julia Cagé: Une histoire du conflit politique. Elections et inégalités sociales en France, 1789-2022. Seuil, 2023, ISBN 978-2021454543.
- Une brève histoire de l’égalité. Seuil, 2021, ISBN 978-2-02-148597-4.
- Capital et Idéologie. Seuil, 2019, ISBN 978-2-02-133804-1.[33][34]
- mit Stéphanie Hennette, Guillaume Sacriste, Antoine Vauchez: Pour un traité de démocratisation de l´Europe. Éditions du Seuil, Paris 2017, ISBN 978-2-02-137275-5.
- Le Capital au XXIe siècle. Le Seuil, Paris, ISBN 978-2-02-108228-9.
- mit Camille Landais und Emmanuel Saez: Pour une Révolution Fiscale. Un Impôt sur le Revenu pour le XXIème Siècle. Le Seuil, ISBN 2-02-103941-2 Materialien.
- L’économie des inégalités. Découverte, Paris, ISBN 2-7071-5608-6.
- Les hauts revenus en France au XXe siècle. Intégralités et redistributions, 1901–1998. Hachette, Paris 2006, ISBN 2-01-279292-8.
- Introduction a la theorie de la redistribution des richesses. Economica, Paris 1999, ISBN 2-7178-2653-X.

Englisch
- Time for Socialism: Dispatches From a World on Fire, 2016–2021. Yale University Press, New Haven 2021, ISBN 978-0-300-25966-7 (Übersetzung seiner Le Monde-Kolumnen aus dem Französischen durch Kristin Couper).
- 2014: Capital in the Twenty-First Century. Harvard University Press, Cambridge, ISBN 978-0-674-43000-6 (Übersetzung von Le Capital au XXIe siècle. 2014.[35]
- mit Anthony Atkinson: Top Incomes. A Global Perspective. Oxford University Press, Oxford, 2010.
- mit Anthony Atkinson: Top Incomes Over the Twentieth Century. A Contrast Between European and English-Speaking Countries. Oxford University Press, Oxford 2007, ISBN 0-19-928688-4.

### Fachaufsätze
- mit Emmanuel Saez, Stefanie Stantcheva: Optimal taxation of top labor incomes: a tale of three elasticites. In: American economic journal: economic policy. Band 6, Nr. 1, 2014, S. 230–271 (piketty.pse.ens.fr PDF).
- mit Facundo Alvaredo, Anthony Atkinson, Emmanuel Saz: The top 1 % in international and historical perspective In: Journal of economic perspectives. Band 27, Nr. 3, 2013, S. 1–21 (piketty.pse.ens.fr PDF).
- mit Anthony Atkinson, Emmanuel Saez: Top Incomes in the Long Run of History. In: Journal of Economic Literature. Band 49, Nr. 1, S. 3–71 (elsa.berkeley.edu PDF).

### Zeitungsartikel
- Thomas Piketty: Wie die Drei-Block-Demokratie Frankreich lähmt. In: Spiegel Online. 19. Juni 2022 (Gastbeitrag).
- Thomas Piketty: Deutschland hat nie bezahlt. In: Die Zeit. 27. Juni 2015 (Interview).
- Globale Ungleichheit: Weshalb wir eine globale Vermögenssteuer brauchen. In: Internationale Politik und Gesellschaft. 22. April 2014.
  - Originalartikel: Save capitalism from the capitalists by taxing wealth. In: Financial Times. 29. März 2014.
- Taxing the 1 %: Why the top tax rate could be over 80 %, mit Emmanuel Saez und Stefanie Stantcheva, In: Vox. 8. Dezember 2011.
- This house believes that the rich should pay higher taxes – Opening statement, Rebuttal statement Closing statement. In: The Economist. 7., 10. und 15. April 2009.

## Bücher über Piketty
- Heinz-Josef Bontrup: Pikettys Krisen-Analyse. Warum die Reichen immer reicher und die Armen immer ärmer werden. pad-verlag. Bergkamen 2014, ISBN 978-3-88515-260-6.
- Albert F. Reiterer: Der Piketty-Hype – „The great U-Turn“. Piketty’s Kapital und die neoliberale Vermögenskonzentration. pad-Verlag, Bergkamen 2014, ISBN 978-3-88515-259-0.
- Stephan Kaufmann, Ingo Stützle: Kapitalismus: Die ersten 200 Jahre. Thomas Pikettys „Das Kapital im 21. Jahrhundert“: Einführung, Debatte, Kritik. Bertz + Fischer Verlag, Berlin 2014, ISBN 978-3-86505-730-3 (Erweiterte Neuauflage 2020, ebenda, ISBN 978-3-86505-764-8).